# Thomas Sigismund Stribling

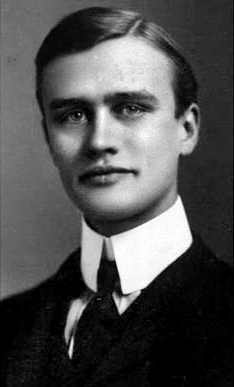
Thomas Sigismund Stribling

Thomas Sigismund „T.S.“ Stribling (* 4. März 1881 in Clifton, Tennessee; † 8. Juli 1965 in Florence, Alabama) war ein US-amerikanischer Schriftsteller, der 1933 für seinen Roman The Store den Pulitzer Prize for the Novel erhielt.

## Biografie
Nach dem Schulbesuch studierte Stribling zunächst von 1898 bis 1899 an der Southern Normal University in Huntingdon und anschließend an der University of North Alabama. Nach Beendigung dieses Studiums 1903 nahm er ein postgraduales Studium der Rechtswissenschaft an der Law School der University of Alabama auf und schloss dieses Studium 1905 ab. Im Anschluss war er als Rechtsanwalt tätig.
Seine schriftstellerische Laufbahn begann Stribling gegen Ende des Ersten Weltkrieges und veröffentlichte 1917 unter dem Titel Cruise of the Dry Dock seinen Debütroman.
In den 1920er Jahren folgten bis Ende der 1930er Jahre zahlreiche weitere Romane wie Birthright (1922), East is East (1922), Fombombo (1923), Red Sand (1924), Teeftallow (1926), Bright Metal (1928), Strange Moon (1929), Clues of the Caribees (1929) und Backwater (1930).
Größere Aufmerksamkeit erzielte er mit der sogenannten Vaiden-Trilogie, die aus den Romanen The Forge (1931), The Store (1932) und Unfinished Cathedral (1934) besteht. Für den zweiten Band The Store erhielt er 1933 den Pulitzer-Preis für Romane.
Zuletzt erschienen seine Romane The Soundwagon (1935) sowie These Bars of Flesh (1938). Seine Memoiren erschienen erst 1982 posthum unter dem Titel Laughing Stock.